# Patos
Patos là một đô thị trong quận Fier thuộc hạt Fier, Albania. Dân số năm 2005 là 22013 người.